# Свети Теодор Тирон (Ощава)
„Свети Теодор Тирон“ е църква в кресненското пиринско село Ощава, България, част от Неврокопската епархия на Българската православна църква. Обявена е за паметник на културата.

## История
Според архивни документи църквата е построена в 1852 година, но според други данни в 1850 година вече е съществувала и в трема ѝ е работело килийно училище. Пръв свещеник е Яне Тошев, който служи на гръцки, наследен от сина му Георги Янев, учил в Солун и преподавал и в килийното училище. Заедно с поп Георги започва служба и поп Яне Костадинов Аризанов от Попова махала.
В 1912 година по време на Балканската война отстъпващите османски войски опожаряват храма до основи заедно с цялото село. Ощавчани в 1915 година построяват на мястото на църквата нисък и полувкопан параклис без камбанария. В 1930 година той е разрушен за изграждането на новата църква.
Дълги години настоятелството е начело с поп Яне Костадинов, а членове са Йосиф Атанасов, Атанас Томанов, Никола Тодоров, Аризан Мицов, Харалампи Лазаров. В 1926 година енорийски свещеник става Григор Янев, син на Яне Арезанов, а от 70-те години на XX век – Крум (Климент) Лъджов от Влахи.

## Архитектура
Размерите на църквата са големи – 22 m на 12 m и 6 m височина без камбанарията, разположена от западната страна. От запад е входа за жените, над който е изписан Свети Теодор Тирон, а от юг – за мъжете. В средата на южната стена има ктиторска плоча, на която е името и на Сали ага от Градешница. В интериора на запад има женска църква, до която се стига по вита дървена стълба. Трите кораба са разделени с два реда дървени колони с аркади.